# Les Ambassades
 (juin 2016).
Si vous disposez d'ouvrages ou d'articles de référence ou si vous connaissez des sites web de qualité traitant du thème abordé ici, merci de compléter l'article en donnant les références utiles à sa vérifiabilité et en les liant à la section « Notes et références ».
Les Ambassades est un roman écrit en 1951 par Roger Peyrefitte, paru chez Flammarion en 1951, il suit les aventures de Georges de Sarre en Grèce, où il arrive en 1937 comme attaché d'ambassade.

## Résumé
Georges de Sarre (voir Les Amitiés particulières) s'apprête à prendre le train pour Athènes, ses collègues du quai d'Orsay l'ont accompagné et lui font mille recommandations. Après un long voyage à bord du Paris-Milan-Belgrade-Athènes, il fait enfin connaissance avec la capitale grecque.
Il est accueilli par le premier secrétaire, Amadis Redouté, l'attaché militaire, l'attaché commercial, l'attaché de l'air et l'attaché naval. Après une nuit à l'hôtel, il se rend à l'ambassade de France, sur l'avenue de Kifissia. Son bureau se trouve dans les sous-sols, lui épargnant la chaleur athénienne. On le présente à l'ambassadeur, M. Laurent, ancien représentant de la France en Chine, au Japon et en Lettonie. Il lui présente sa femme, « une énorme masse de chair, coiffée d'une perruque, sous laquelle se dessinait une apparence de visage », et sa fille Françoise, 18 ans « souple, fraîche et blonde ». Accompagné par Redouté, Georges visite Kifissia, par hasard il croise la route d'un « jeune homme extraordinairement beau », Rudolf Schwartz, second secrétaire de l'ambassade d'Allemagne. Par la suite, Georges est présenté à quelques membres de l'aristocratie athénienne, la comtesse Capodistria, le prince Ypsilanti. 
Entre ses heures de bureau, Georges découvre Athènes et ses musées, bientôt il trouve un appartement sur les pentes du Lycabette. Il se rapproche également de Françoise et de Rudolf : « étaient-ce l'amour et l'amitié qui arrivaient ensemble ? Mais Georges avait le temps de cultiver l'amitié : le jeune Allemand ne quittait pas Athènes, tandis que Françoise s'en allait bientôt ». Lors d'une promenade au Zappéion, il croise le colonel en compagnie d'un evzone ainsi que de nombreux jeunes hommes ici pour vendre leurs charmes. Au club athénien, Georges se lie d'amitié avec le Yougoslave et le Roumain, deux adeptes des amours du Zappéion. Lors d'une excursion à Rhamnonte avec Rudolf, Georges comprend combien le jeune Allemand est déçu par son pays : « L'art de marcher au pas est poussé loin en Allemagne ». Plus tard, lors d'une excursion sur l'île de Délos, George comprend qu'il est amoureux de Rudolf mais celui-ci ne semble pas partager les mêmes sentiments : « L'amitié de deux hommes est l'amitié de deux âmes ». Bientôt le passé de Georges resurgit, le père de Trennes, de passage à Athènes, demande à voir son ancien élève (voir Les Amitiés particulières). 
Le 12 mars 1938, Georges et l'ambassade apprennent avec stupéfaction l'entrée des troupes allemandes dans Vienne. Malgré le climat ambiant, l'ambassadeur tient à organiser une réception en l'honneur du roi de Grèce
, qui donne lieu à de nombreuses tractations pour dresser la liste réduite des invités, tous les Français qui comptent à Athènes voulant être de la fête. Lors de l'arrivée du fils de l'ambassadeur à Athènes, une fête est organisée, réunissant toute la jeunesse athénienne, les  secrétaires des diverses missions, des filles d'ambassadeurs et de ministres. La fête tourne à l'orgie, Georges et Rudolf, partis avant, échappent au scandale qui bientôt éclabousse l'ambassade de France et fait la une des journaux. Au club athénien, Georges croise un groom qui lui fait un geste grossier, Georges le gifle. 
Plus tard, Georges apprend que le groom est sous la protection de l'amiral X..., qui le fait chasser du club. Georges, furieux, retourne au club et trouve l'amiral, endormi dans un fauteuil, il lui tape sur l'épaule et lui donne une magistrale paire de soufflets. Nouveau scandale, l'ambassadeur convoque Georges pour lui signifier son rappel à Paris. Quelques jours plus tard, à bord du Théophile-Gautier, le séjour athénien de Georges de Sarre prend fin.

## Rapport avec la biographie de Roger Peyrefitte
Le récit est largement inspiré de l'expérience en tant qu'attaché d'ambassade de Roger Peyrefitte à Athènes. Il s'agit aussi d'un roman à clés dont les modèles sont aisément identifiés : sous le personnage de l'ambassadeur Laurent, qui se croit descendant des Médicis, on retrouve l'ambassadeur Henry Cosme, et sous celui d'Amadis Redouté, Amédée Outrey.

## Adaptation au théâtre
André-Paul Antoine adapte le roman avec Roger Peyrefitte. La première a lieu à Paris au théâtre des Bouffes-Parisiens, le 28 janvier 1961, avec une mise en scène d'André Barsacq.
La pièce se fait étriller dans Le Monde.
Distribution
- Noël Roquevert : baron Grondin, attaché militaire
- Louis Ducreux : l'ambassadeur de France à Athènes
- Pierre Michael : Georges de Sarre
- Jean Ozenne : Amadis Redouté
- Élisabeth Alain : Françoise
- Marcel d'Orval : le secrétaire général au Quai d'Orsay
- Paul Higonenc : le chancelier
- Hans Verner : Rudolf Schwartz
- Colette Proust
- Jacques Perrin  : le baronnet, fils de l'attaché militaire
- Jean Verner